# Трамплін Олімпійська гора
Трамплін Олімпійська гора (фр. Tremplin olympique du Mont) — лижний трамплін у французькому місті Шамоні-Мон-Блан поблизу села Боссон біля підніжжя Монблану.

## Історія
Трамплін було споруджено у 1905 році на висоті 1189,8 м. Він має кут нахилу на столі відриву — 11,75 ° і кут гори приземлення — 36,8 °
У 1924 році на ньому пройшли змагання в рамках перших Зимових Олімпійських ігор зі стрибків з трампліна і двоборства.
Після Олімпіади протягом багатьох десятиліть він регулярно модернізувався і приймав важливі міжнародні змагання, такі як Чемпіонат світу з лижних видів спорту (1937 рік), Зимова Універсіада (1960 рік), етапи Світових (1981, 1986, 1987, 1989 та 1998 років) та Континентальних (останній у 2001 році) кубків зі стрибків на лижах з трампліна.
Після цього закінчився термін сертифіката FIS так як трамплін більше не відповідав міжнародним стандартам. Однак він як і раніше використовується для національних змагань. 9 лютого 2007 року Джейсон Ламі-Шаппюї встановив рекорд трампліну — 110 метрів, який на наступний день повторив Еммануель Шедаль.

## Рекорди

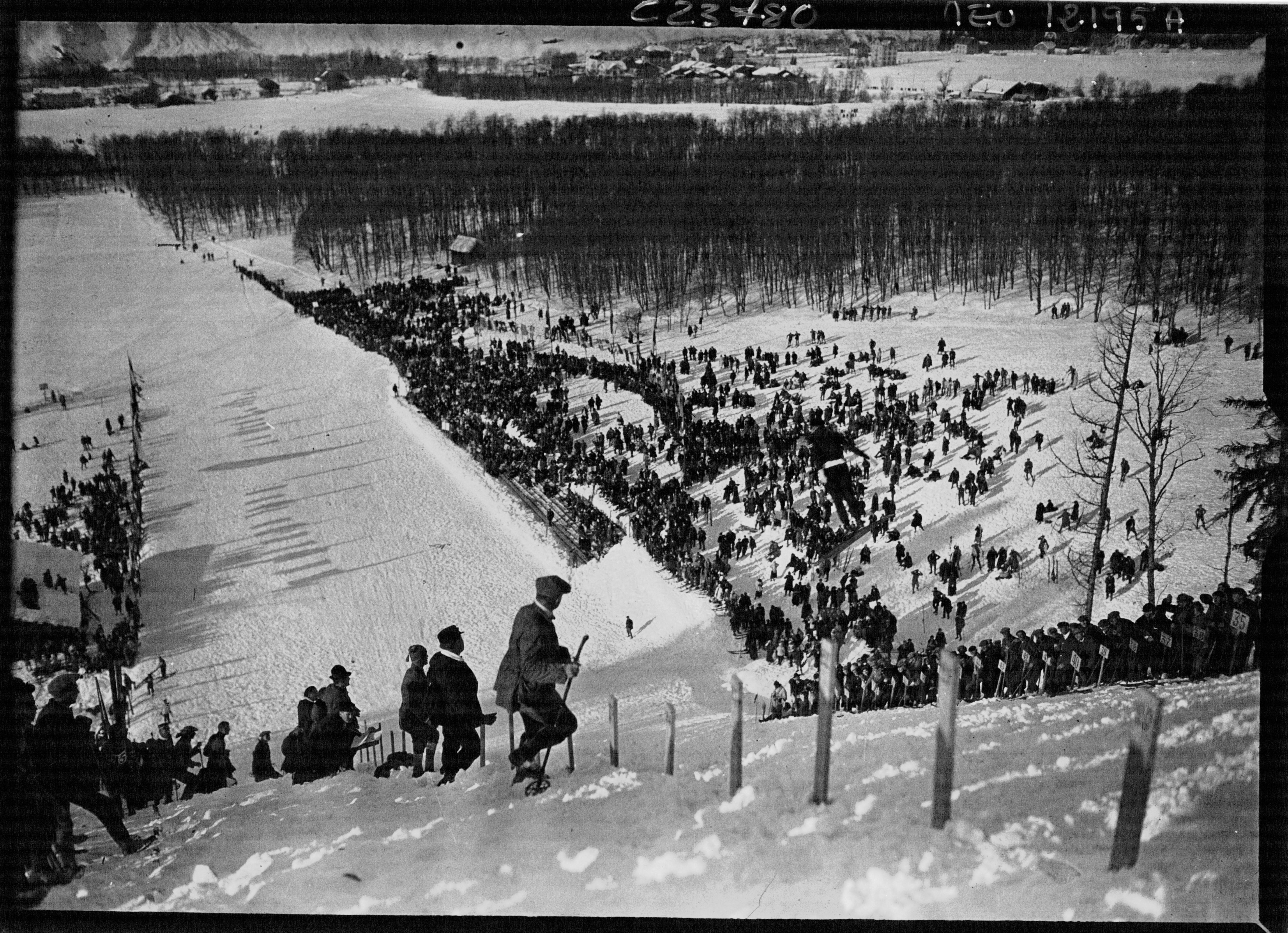
Олімпійські ігри 1924 року

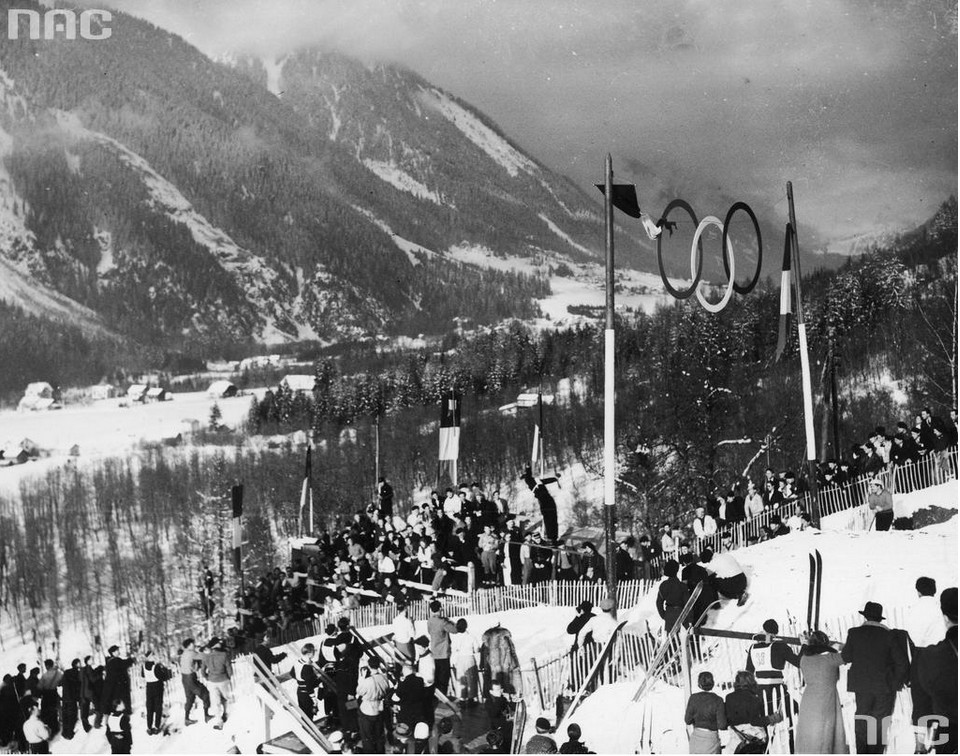
Чемпіонат світу 1937 року

| Дата             | Спортсмен           | Довжина | Турнір                                     |
| ---------------- | ------------------- | ------- | ------------------------------------------ |
|                  | Рагнар Омтвет       | 49,0 м  | тестові                                    |
| Якоб Туллін Тамс | 57,0 м              |         | тестові                                    |
| 4.2.1924         | Андерс Гауген       | 50,0 м  | Олімпійські ігри                           |
| 4.2.1924         | Нарве Бонна         | 57,5 м  | Олімпійські ігри                           |
| 4.2.1924         | Якоб Туллін Тамс    | 58,5 м  | Олімпійські ігри                           |
| 12.2.1937        | Біргер Рууд         | 65,5 м  | Чемпіонат світу                            |
| 26.2.1981        | Ернст Ветторі       | 92,0 м  | Кубок світу                                |
| 23.12.1985       | Пекка Суорса        | 94,5 м  | Кубок світу                                |
| 21.12.1986       | Примож Улага        | 96,0 м  | Кубок світу                                |
| 21.12.1986       | Мартин Швагерко     | 99,0 м  | Кубок світу                                |
| 16.12.1995       | Ярослав Сакала      | 105,5 м | Кубок світу                                |
| 5.12.1998        | Кадзуйосі Фунакі    | 106,5 м | Кубок світу                                |
| 9.2.2007         | Джейсон Ламі-Шаппюї | 110,0 м | Національний чемпіонат Франції (змішанний) |
| 10.2.2007        | Еммануель Шедаль    | 110,0 м | Національний чемпіонат Франції             |